# Johann Conrad Füssli
Pour les articles homonymes, voir Füssli.
Johann Conrad Füssli, né à Oberwetz le 12 août 1704 et mort le 27 juin 1775 à Veltheim, est un historien et ministre protestant suisse.

## Œuvres
On lui doit :
- Épitres des réformateurs, en latin, Zurich, 1740
- Mémoires pour servir à l'histoire de la réformation suisse, 5 vol, en allemand, Zurich, 1741-1753
- Description géographique et politique de la Suisse, 4 vol, Schaffhouse, 1770-1772
- Histoire de l’Église durant le Moyen-age, 3 vol, Leipzig, 1770-1774